# Starksia spinipenis
Starksia spinipenis är en fiskart som först beskrevs av Hilmi Saber Al-Uthman, 1960.  Starksia spinipenis ingår i släktet Starksia och familjen Labrisomidae. IUCN kategoriserar arten globalt som livskraftig. Inga underarter finns listade i Catalogue of Life.